# Stadio Loftus Versfeld
Lo stadio Loftus Versfeld (in inglese Lotus Versfeld Stadium; in afrikaans Lotus Versfeld-stadion) è un impianto sportivo sudafricano polivalente, ma principalmente dedito al rugby, di Pretoria.
Inaugurato nel 1906 come Eastern Sports Ground, nel 1923 vide l'installazione di spalti in cemento capaci di contenere 2000 persone.
Nel 1932 assunse il nome attuale.
Divenuto il terreno interno del Northern Transvaal Rugby Union, affrontò progressive ristrutturazioni e ampliamenti e nel 1995 fu una delle sedi che ospitò incontri della Coppa del Mondo di rugby; in ambito calcistico fu anche una delle strutture in cui si disputarono la Confederations Cup 2009 e il mondiale 2010.
Dal 1997 è il terreno interno della franchise professionistica di rugby dei Bulls; ospita anche alcuni incontri a stagione del club calcistico del Mamelodi Sundowns.

## Storia
Le prime installazioni del futuro stadio videro la luce nel 1906, anno in cui sul terreno intorno cui sorge il moderno impianto si disputò il primo incontro di rugby; fino al 1923 il campo da gioco non aveva tribune, poi ne fu costruita una in cemento da 2000 posti.
In occasione del tour degli All Blacks, che a Pretoria nel 1928 giocarono e vinsero un incontro con una selezione di club cittadini, l'unione provinciale del Transvaal realizzò un incasso sufficiente a costruire spogliatoi e bagni nella struttura.
L'impianto era noto all'epoca come Eastern Sports Ground e non assunse il nome attuale che nel 1932 dopo la morte di Owen Robert Loftus Versfeld, figura preminente dello sport cittadino di quello scorcio di secolo.
Nel 1938 nacque la federazione rugbistica del Northern Transvaal (oggi Blue Bulls), espressione del territorio oggi facente parte del Limpopo e del Gauteng settentrionale, e il Loftus Versfeld divenne il campo d'elezione della squadra provinciale.
Benché considerato tra gli stadi più iconici del rugby, ciononostante gli Springbok non vi disputarono alcun test match prima del 1955, anno del tour dei British Lions in Sudafrica.
Da allora sono stati 38 gli incontri della nazionale ivi disputati, con 29 vittorie e 9 sconfitte.
Dopo la fine dell'apartheid in Sudafrica e l'assegnazione al Paese della Coppa del Mondo di rugby 1995, il Loftus Versfeld fu tra le sedi destinate a ospitare incontri del torneo: ivi si svolsero tre incontri della fase a gironi, un quarto di finale (tra Francia e Scozia) e finale per il terzo posto che la Francia vinse 19-9 sull'Inghilterra.
Con la professionalizzazione del rugby a 15 nel 1995 e l'istituzione di un campionato professionistico tra Sudafrica, Nuova Zelanda e Australia l'anno successivo, nel 1998 la provincia del Northern Transvaal cambiò nome in Blue Bulls Rugby Union e istituì la franchise dei Bulls, dei quali Lotus Versfeld fu lo stadio di casa.
Con il XXI secolo lo stadio ospitò anche manifestazioni calcistiche: al Sudafrica fu assegnata l'organizzazione del campionato mondiale 2010 e, congiuntamente, anche quella della Confederations Cup 2009 che era solita precedere di un anno il mondiale nella sua stessa sede; in tale ultima competizione ospitò un incontro della fase a gironi tra Italia e Brasile, terminato 3-0 per i sudamericani; al campionato mondiale, altresì, ospitò cinque incontri della fase a gironi e l'ottavo di finale vinto ai rigori dal Paraguay sul Giappone.
Ancora in ambito calcistico lo stadio ospitò per un periodo gli incontri del SuperSport Utd.; più assiduo invece il Mamelodi Sundowns, che disputa circa 10 incontri a stagione al Lotus Versfeld.
Statisticamente rilevante, altresì, la circostanza che lo stadio fu il teatro della prima vittoria del Sudafrica di calcio contro un'avversaria europea, nella fattispecie la Svezia, che ivi perse 0-1 nel 1999 un'amichevole valida per l'edizione di quell'anno del Nelson Mandela Challenge.

### Altri eventi
Tra il 1956 e il 1959 il Loftus Versfeld ospitò 6 incontri First Class di cricket, tra cui due sfide di Currie Cup e una sfida tra la selezione australiana e una selezione sperimentale sudafricana chiamata South Africa XI.

Una fase di — al campionato mondiale di calcio 2010

Nel 1979 ivi si tenne, davanti a circa 80000 spettatori, la sfida per il titolo dei pesi massimi di pugilato, lasciato vacante dal ritiro di Muhammad Ali, tra il locale Gerrie Coetzee e lo statunitense John Tate, che vinse il titolo ai punti; l'incontro fu sportivamente e politicamente rilevante perché si trattava della prima volta in cui un atleta di colore (Tate) era ammesso a sfidare un bianco in Sudafrica in piena era apartheid; in effetti secondo le leggi dell'epoca non sarebbe stato possibile, ma fu approvata un'eccezione dal momento che i boicottaggi sportivi di cui il Paese era fatto oggetto avevano ridotto al minimo le possibilità di competere per un titolo di alto livello quale un campionato mondiale.
Numerosi sono stati, altresì, gli eventi musicali dopo la fine dell'apartheid: per citare quelli di maggior successo, la tappa del tour di Robbie Williams Close Encounters (17 aprile 2006) con 60000 spettatori e la doppia serata (16 e 17 febbraio 2008) di Céline Dion in occasione del suo Taking Chances Tour, prima volta in Sudafrica dell'artista canadese, che registrò in totale 80000 spettatori.
Inoltre, nel maggio 2019, lo stadio fu utilizzato per la prima volta come sede per l'insediamento ufficiale di un presidente: dopo la vittoria delle elezioni di quell'anno, Cyril Ramaphosa decise di tenere, in luogo degli Union Buildings, al Lotus Versfeld la cerimonia pubblica di insediamento nel suo primo mandato da capo dello Stato eletto.
Tra il 1998 e il 2003 lo stadio fu chiamato Minolta Loftus Stadium a seguito di accordo commerciale con la compagnia giapponese d'elettronica Minolta; successivamente, per circa due anni e mezzo, fu sponsorizzato dalla compagnia britannica di servizi di sicurezza Securicor, a seguito di cui cambiò nome commerciale in Securicor Loftus Stadium.
Quando nel 2005 subentrò l'azienda di telecomunicazioni Vodacom come sponsor dello stadio, questa decise di non dare il proprio nome alla struttura che riprese il nome ufficiale di Loftus Versfeld.

## Incontri internazionali di rilievo

### Calcio
| Arbitro: | Benito Archundia |

|  |           |                                          |
|  | Marcatori | 37’, 43’ Luís Fabiano 45’ (aut.) Dossena |

| Arbitro: | Frank De Bleeckere |

|                                           |                      |                          |
| E. Barreto Barrios Riveros Valdez Cardozo | Tiri di rigore 5 – 3 | Endō Hasebe Komano Honda |

### Rugby a 15
| Arbitro: | Dave Bishop |

|                        |      |                      |
| Roumat 56’ Ntamack 80’ | mt   |                      |
| Lacroix 40’, 41’, 59’  | c.p. | 26’, 48’, 61’ Andrew |